# Барцевич, Станислав Карлович
Станислав Карлович Барцевич (пол. Stanisław Barcewicz; 16 апреля 1858, Варшава — 2 ноября 1929, там же) — польский и русский скрипач и музыкальный педагог.

## Биография
Сначала учился у Аполлинария Контского и Владислава Гурского. Окончил Московскую консерваторию (1876) у Фердинанда Лауба и Ивана Гржимали, занимался также в классе композиции Петра Ильича Чайковского. С концертом из произведений Чайковского выступил на парижской Всемирной выставке 1878 года, в дальнейшем широко гастролировал по Европе, включая выступления в Гамбурге, Берлине, Лондоне, Дании, Швеции, Норвегии, России и Риге. С 1885 г. концертмейстер Варшавской оперы. Выступал также в составе трио с Александром Михаловским и Александром Вержбиловичем.
С 1886 года — профессор скрипки и альта Варшавской консерватории, в 1910—1918 годах её директор. Среди учеников Барцевича, в частности, Юзеф Яжембский, Гжегож Фительберг, Пётр Соломонович Столярский, Пауль Годвин, Бронислав Митман и Мечислав Карлович, посвятивший Концерт для скрипки с оркестром своему учителю, впервые исполнившему его в 1902 году в Берлине. Другая известная премьера в исполнении Барцевича — Романс для скрипки с оркестром Юхана Северина Свенсена (1881, Осло).
Барцевич умер в 1929 году и был похоронен на Повонзковском кладбище.